# 卡普阿的圣亚纳堂
卡普阿的圣亚纳堂是一座罗马天主教教堂，位于意大利那不勒斯的同名广场。

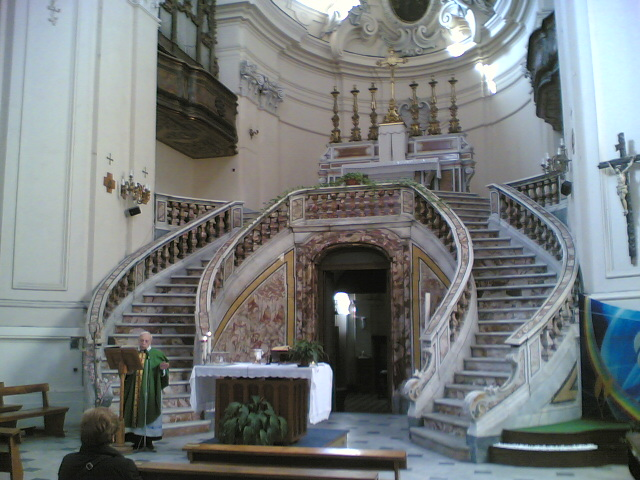
内部

该堂建于16世纪，靠近卡普阿门，为保拉的圣方济各修道院的小圣堂。目前的建筑建于1751年，由Giuseppe Astarita设计。内部的祭台抬升，需要通过双侧阶梯到达。